# Blagoje Paunović
Blagoje Paunović (szerb cirill betűkkel Благоје Пауновић; Medveđa, 1947. június 4. – Belgrád, 2014. december 8.) Európa-bajnoki ezüstérmes szerb labdarúgó, edző.

## Pályafutása

### A válogatottban
1967 és 1973 között 39 alkalommal szerepelt a jugoszláv válogatottban. Részt vett az 1968-as Európa-bajnokságon.

## Sikerei, díjai
Partizan Beograd
- BEK-döntős (1): 1965–66

Jugoszlávia
- Európa-bajnoki döntős (1): 1968